# Vuelta a los Valles Mineros
La Vuelta a los Valles Mineros fue una competición ciclista profesional por etapas que se disputaba en el Principado de Asturias. Su primera edición se disputó en el año 1969 y tras diversos problemas económicos su última edición fue en el año 1997. Entre sus vencedores destacan los ganadores del Tour de Francia: Lucien Van Impe, Pedro Delgado y Miguel Induráin. Los ciclistas con más victorias, con dos cada uno de ellos son, Vicente López Carril, José Nazabal, Alberto Fernández y Fernando Escartín. 
En 2021, 24 años después de su última edición profesional en 1997, la carrera fue recuperada como competición de categoría cadete.

## Palmarés
| Año       | Ganador                  | Segundo                  | Tercero             |
| --------- | ------------------------ | ------------------------ | ------------------- |
| 1965      | Joaquín Galera           | Agustín Tamames          | Luis Ocaña          |
| 1966      | Mariano Díaz             | Manuel Martín Piñera     | Esteban Martín      |
| 1967      | Ginés García Perán       | Luis Pedro Santamarina   | Valentín Uriona     |
| 1968      | Eduardo Castelló         | Domingo Fernández        | Manuel Galera       |
| 1969      | Santiago Lazcano         | Vicente López Carril     | José Luis Abilleira |
| 1970      | Ventura Díaz             | Miguel María Lasa        | José Manuel Fuente  |
| 1971      | Vicente López Carril     | Agustín Tamames          | Eduardo Castelló    |
| 1972      | Luis Pedro Santamarina   | Enrique Sahagún          | Andrés Oliva        |
| 1973      | Vicente López Carril     | Dámaso Torres            | José Luis Abilleira |
| 1974      | José Grande              | José Casas               | Ventura Díaz        |
| 1975      | José Martins             | Agustín Tamames          | Luis Ocaña          |
| 1976      | José Luis Uribezubia     | Luis Balagué             | José Casas          |
| 1977      | José Nazábal             | Fernando Mendes          | Jorge Fortià        |
| 1978      | José Nazábal             | Alberto Fernández Blanco | José Enrique Cima   |
| 1979      | Ángel Arroyo             | Sebastián Pozo           | Julián Andiano      |
| 1980      | Alberto Fernández Blanco | José Luis Laguía         | Antonio Gonzales    |
| 1981      | Alberto Fernández Blanco | Jorge Fortià             | Antonio Coll        |
| 1982      | Luis Vicente Otin        | Ismael Lejarreta         | Ángel Arroyo        |
| 1983      | Felipe Yáñez             | Ángel Arroyo             | Reimund Dietzen     |
| 1984      | Julián Gorospe           | Iñaki Gastón             | Jesús Blanco Villar |
| 1985      | José Ángel Sarrapio      | Francisco Caro           | Peter Hilse         |
| 1986      | Lucien Van Impe          | Juan Tomás Martínez      | Felipe Yáñez        |
| 1987      | Miguel Indurain          | Roberto Torres           | Roque de la Cruz    |
| 1988      | Federico Echave          | Manuel Cunha             | Roque de la Cruz    |
| 1989      | Laudelino Cubino         | Javier Murguialday       | Federico Echave     |
| 1990      | Jesús Montoya            | Federico Echave          | Fabian Fuchs        |
| 1991      | Gert-Jan Theunisse       | Ronan Pensec             | Federico Echave     |
| 1992      | Alberto Camargo          | William Palacio          | Acácio da Silva     |
| 1993      | Fabio Hernán Rodríguez   | Robert Millar            | Bo Hamburger        |
| 1994      | Massimo Ghirotto         | Francesco Casagrande     | Michele Bartoli     |
| 1995      | Fernando Escartín        | Federico Echave          | Miguel Induráin     |
| 1996      | no se disputó            |                          |                     |
| 1997      | José Manuel Uría         | David Cañada             | Marino Alonso       |
| 1998-2020 |                          | no se disputó            |                     |
| 2021      | Marco Menéndez           | David González           | Marcos Martinez     |
| 2022      |                          | no se disputó            |                     |
| 2023      | Héctor Álvarez           | Alejandro Nicolás Jurado | Pablo Antúnez       |
| 2024      | Xavi Mestre              | Álvaro Sansano           | Mario Cordero       |
| 2025      | Aldo Emilio García       | Santiago Delgado         | Santiago Agüero     |

## Palmarés por países
| País         | Victorias |
| ------------ | --------- |
| España       | 29        |
| Colombia     | 2         |
| Bélgica      | 1         |
| Países Bajos | 1         |
| Italia       | 1         |